# Strabane
Strabane (pron. /strəˈbæn/) è una città situata ad ovest della Contea di Tyrone, nell'Irlanda del Nord. Si trova al confine tra la Repubblica d'Irlanda e l'Irlanda del Nord, nei pressi della città di Lifford, Contea di Donegal, sulla sponda opposta del fiume Foyle ad ovest. Si trova all'incirca a metà strada tra Omagh e Derry e a metà tra Omagh e Letterkenny e una popolazione di 13 172 abitanti. La città ospita il quartier generale del Consiglio di Distretto. La città di Lifford, giace dall'altra parte del fiume Foyle (collegata dal Lifford Bridge), e definisce il confine tra le due città, e tra l'Irlanda del Nord e la Repubblica d'Irlanda.

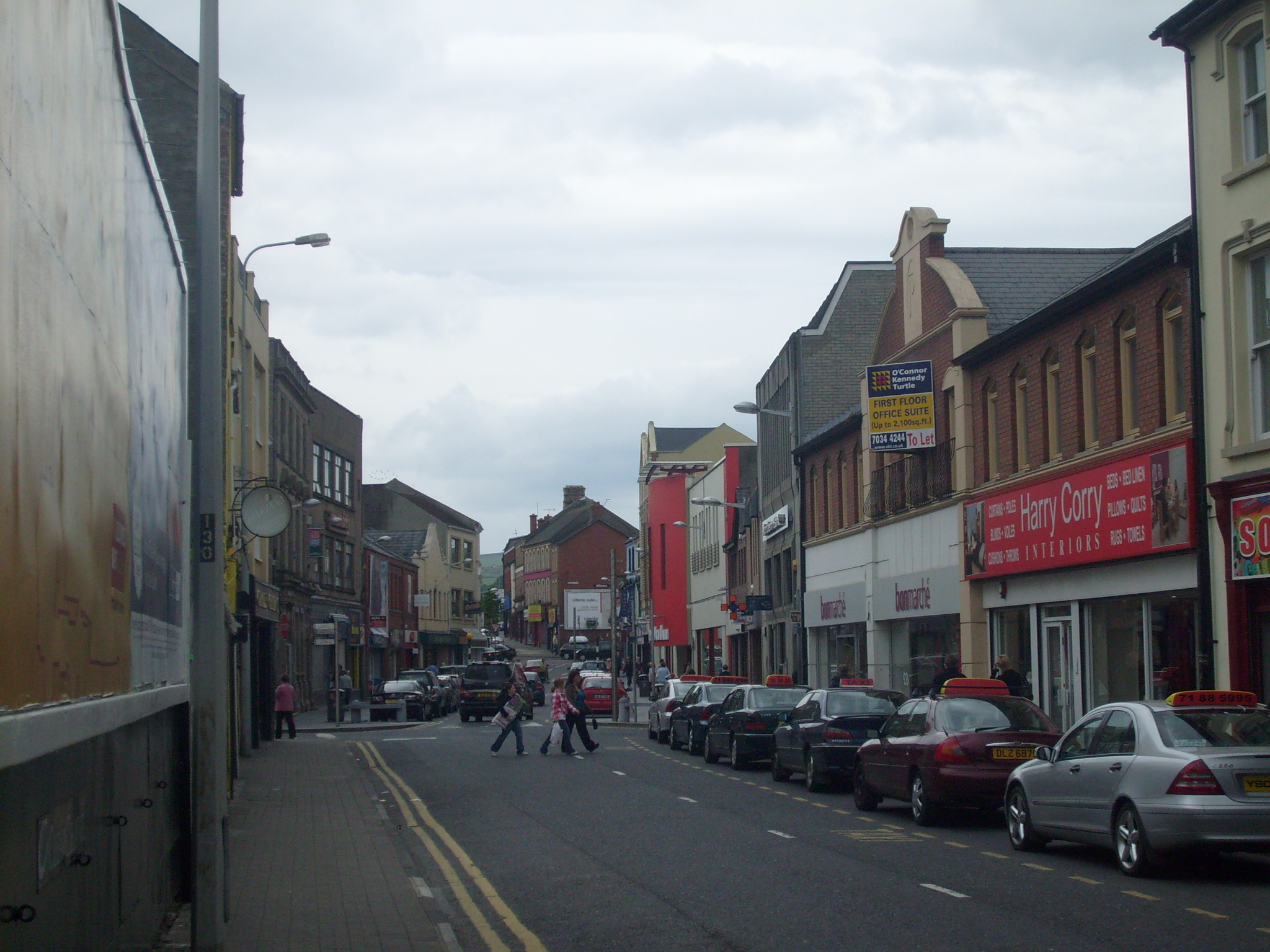
Main Street

Il nome inglese della città deriva da quello in gaelico irlandese An Srath Bán, che potremmo tradurre come "la valle bianca sul fiume". 
 Il fiume Mourne scorre attraverso il centro della città e incontra il fiume Finn per formare il Foyle. Strabane subì un enorme danno economico nel 1987 quando gran parte del centro della città fu allagato.

## Storia
La città ha il triste record del più alto tasso di disoccupazione del mondo industriale durante i due conflitti mondiali. Si tratta di una delle città maggiormente arretrate di tutto il Regno Unito.
Nell'agosto 2005, un programma televisivo di Channel 4 presentato da Kirstie Allsopp e Phil Spencer, nominò Strabane come il peggior posto dove vivere nel Regno Unito, dovuto maggiormente all'alto livello di disoccupazione. Strabane, in questa classifica, non risultava nelle prime 20 posizioni nell'edizione 2007.

Dall'inizio degli anni settanta, fino a quasi tutti gli anni novanta, è una città che fu pesantemente segnata dal conflitto nordirlandese. La città ha subito numerosi bombardamenti, sia nei luoghi pubblici che nei luoghi civili, con diversi gruppi parlamentari repubblicani, principalmente contigui all'IRA, che attaccavano l'esercito britannico e le basi della Royal Ulster Constabulary (RUC). Strabane fu una delle città più bombardate del conflitto in Europa. Molti civili e membri delle forze di sicurezza vennero uccisi o feriti nel corso degli scontri.
Molti reggimenti dell'esercito britannico giunsero dall'Inghilterra, dalla Scozia e dal Galles per proteggere Strabane durante il conflitto, mai vi fu una presenza permanente dell'esercito in città.
Le aree, sia di Ballycolman, che il centro della città, soffrirono pesantemente della privazione, della disoccupazione e degli scontri, delle sommosse, sparatorie, bombe, e incidenti nelle aree pubbliche, come degli scontri tra l'esercito britannico e la popolazione del luogo, specialmente negli anni settanta e ottanta. I tempi recenti, tuttavia, la zona si è ripresa economicamente, con la creazione di agenzie per lo sviluppo, di organizzazioni di comunità per la nascita di nuovi centri di attività per adulti e giovani. I piani di lavoro sono stati utili in una certa misura ad alleviare la disoccupazione nell'area.

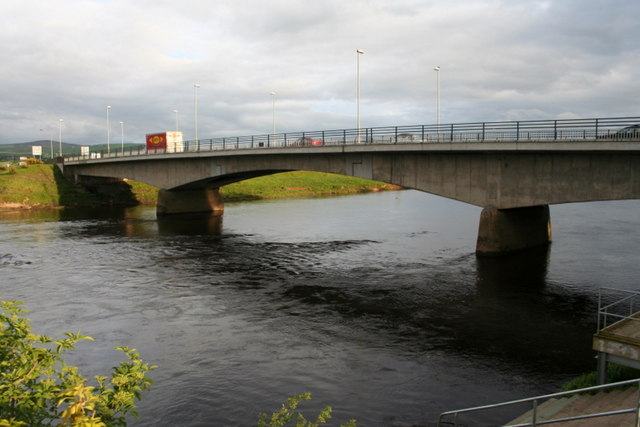
Lifford Bridge, che collega Lifford nella Repubblica d'Irlanda e Strabane nell'Irlanda del Nord.

Nel 2001, nel dicembre 2004, e nell'ottobre 2006, L'Irish National Liberation Army (INLA), organizzazione irredentista, fu responsabile di molte rapine armate di alto profilo sia in banche che in supermercati. Una di queste rapine alla Ulster Bank, portò all'organizzazione un bottino di 500000 £.
Strabane ultimamente è stata coinvolta nel Progetto Ulster, che prevede il trasferimento dei giovani cattolici e protestanti negli Stati Uniti per un tirocinio formativo contro il pregiudizio.

## Trasporto

### Ferrovie
La città un tempo vantava uno dei collegamenti ferroviari più frequentati dell'isola, sia a scartamento normale che ridotto. Le ferrovie vennero tutte chiuse nel 1960. Ne rimangono poche tracce, ad eccezione del palazzo della vecchia ferrovia.

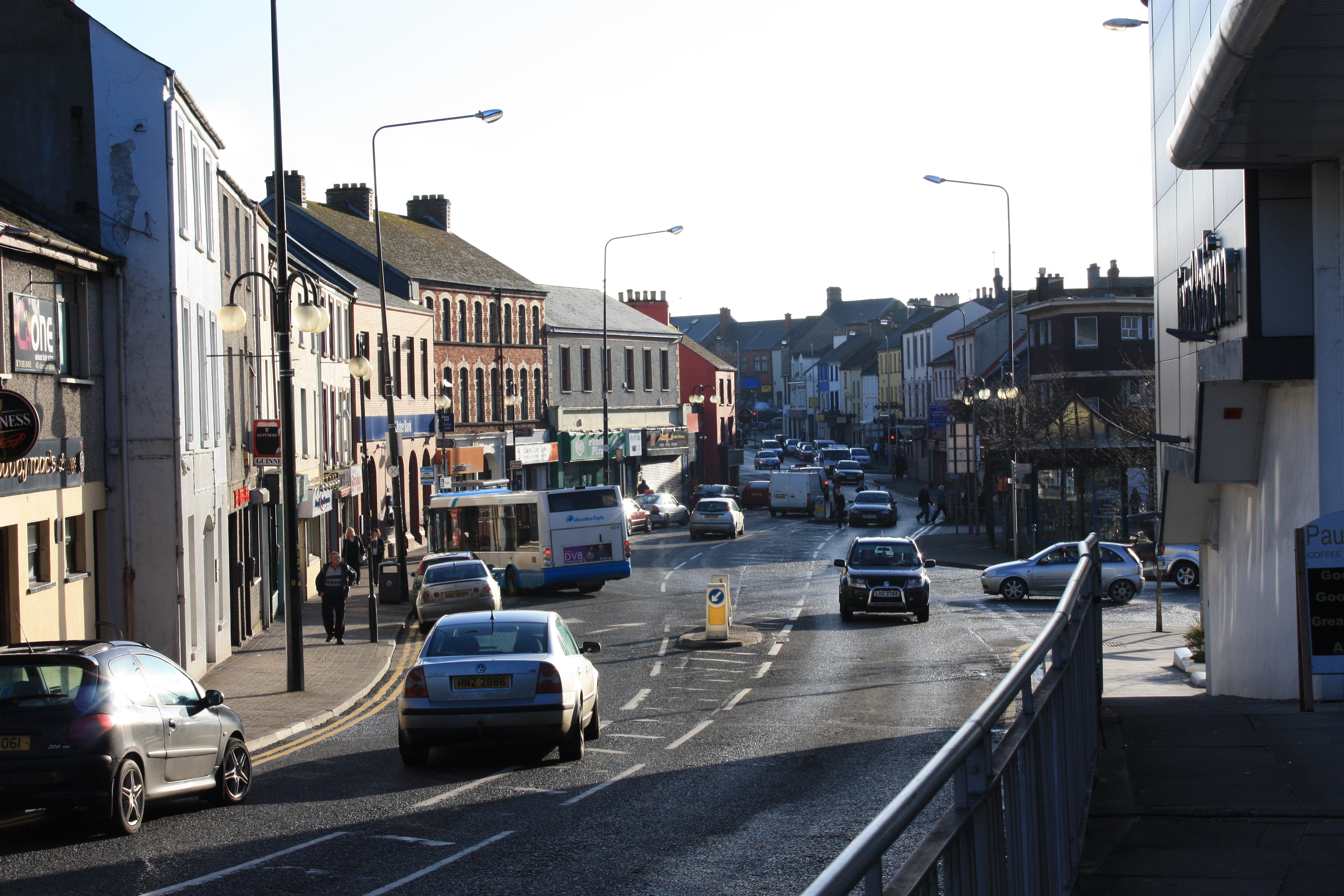
Abercorn Square, Strabane.

La costruzione della linea Londonderry and Enniskillen Railway (L&ER) a scartamento standard inizia nel 1845 seguendo la valle del fiume Foyle, terminando nel 1847. Nel 1852 fu estesa fino a Newtownstewart e Omagh ed infine fino a Enniskillen nel 1854. La compagnia venne assorbita dalla Great Northern Railway (Irlanda) nel 1883.

### Il canale
Nel 1792 fu costruito il Canale di Strabane, lungo 6,43 chilometri, dalle acque del Lough Foyle a Leck, fino a Strabane; venne chiuso nel 1962. Nel giugno 2006, la Strabane Lifford Development Commission ottiene 1.3 milioni di £ per il recupero delle acque. Il progetto fu lanciato dal Presidente della Repubblica, Mary McAleese, a Lifford e prevede il recupero di 2,43 chilometri di canale e la funzionalità di due paratie. Il lavoro avrebbe dovuto iniziare da Lough Foyle nell'estate 2006, ma sono tuttora fermi, a causa della mancanza di fondi.

## Società

### Evoluzione demografica
La NI Statistics and Research Agency (NISRA) classifica Strabane come una città di medie dimensioni. Al censimento del 29 aprile 2001 vi erano 13 456 abitanti. Intorno alla metà del 2008 la popolazione era cresciuta a più di 20 000 abitanti, così suddivisi:
- 99,3% popolazione bianca
- 93,3% di religione cattolica e il 6,1% di religione protestante
- 5,7% disoccupati con un'età tra i 16 e i 74, di questi il 43,1% erano in quella situazione da molto tempo
- 15,6% delle persone che usufruivano di sussidi avevano un'età compresa tra i 16 e i 59 anni
- 27,6% avevano meno di 16 anni e il 13,7% più di 60 anni
- 51,1% maschi e 48,9% donne.

## Politica
Nel corso delle elezioni locali del maggio 2005, i membri del District Council di Strabane furono così distribuiti: 8 al Sinn Féin, 3 al Democratic Unionist Party (DUP), 2 al Partito Socialdemocratico e Laburista (SDLP), 2 al Partito Unionista dell'Ulster (UUP) e 1 al Nationalista. Attualmente il presidente dell'assemblea è Michaela Boyle del Sinn Féin. La signora Boyle è il secondo membro del concilio donna a detenere tale posizione. Il District Council dell'area di Strabane copre un'area di 861,6 km² e, secondo il censimento del 2001, ha una popolazione di 38.250 persone.
Dal 1997 Strabane fa parte del collegio elettorale Westminster di West Tyrone, con a capo, dal 2001, Pat Doherty leader del partito Sinn Féin. Dal 1983 al 1997 era parte del collegio di Foyle con a capo John Hume leader del partito SDLP.

## Cultura

### Sport
A Strabane sono attive: una squadra di calcio gaelico, gli Strabane Sigersons, la squadra di hurling, gli Strabane Seamrogaí, squadre in continua espansione. La Sigerson Cup, il campionato di calcio gaelico delle università, porta il nome di un cittadino di Strabane, Dr.George Sigerson.
Lo Strabane Cricket Club e il Fox Lodge Cricket Club sono membri della North West Senior League. Strabane vanta anche diverse squadre di calcio locali che giocano in diversi campionati. Lo Strabane F.C. gioca nella Northern Ireland Intermediate League, i Mourne Harps giocano nella Central Bookmakers Saturday Morning League, mentre gli Sion Swifts giocano sia nella CBSML che nella North West Junior League.
Strabane è sede di un club di golf, lo Strabane Golf Club, che nel 2009 ha festeggiato i cento anni di vita. Possiede un campo di 18 buche tra le Sperrin Mountains, a 1,8 km a sud della città. Progettato da Des Hackett, dispone di un par di 69 buche, per un percorso totale di 5 543 metri. Il nome della buca 9, con par 4, è "The River", poiché il fiume corre lungo tutta la lunghezza della buca.

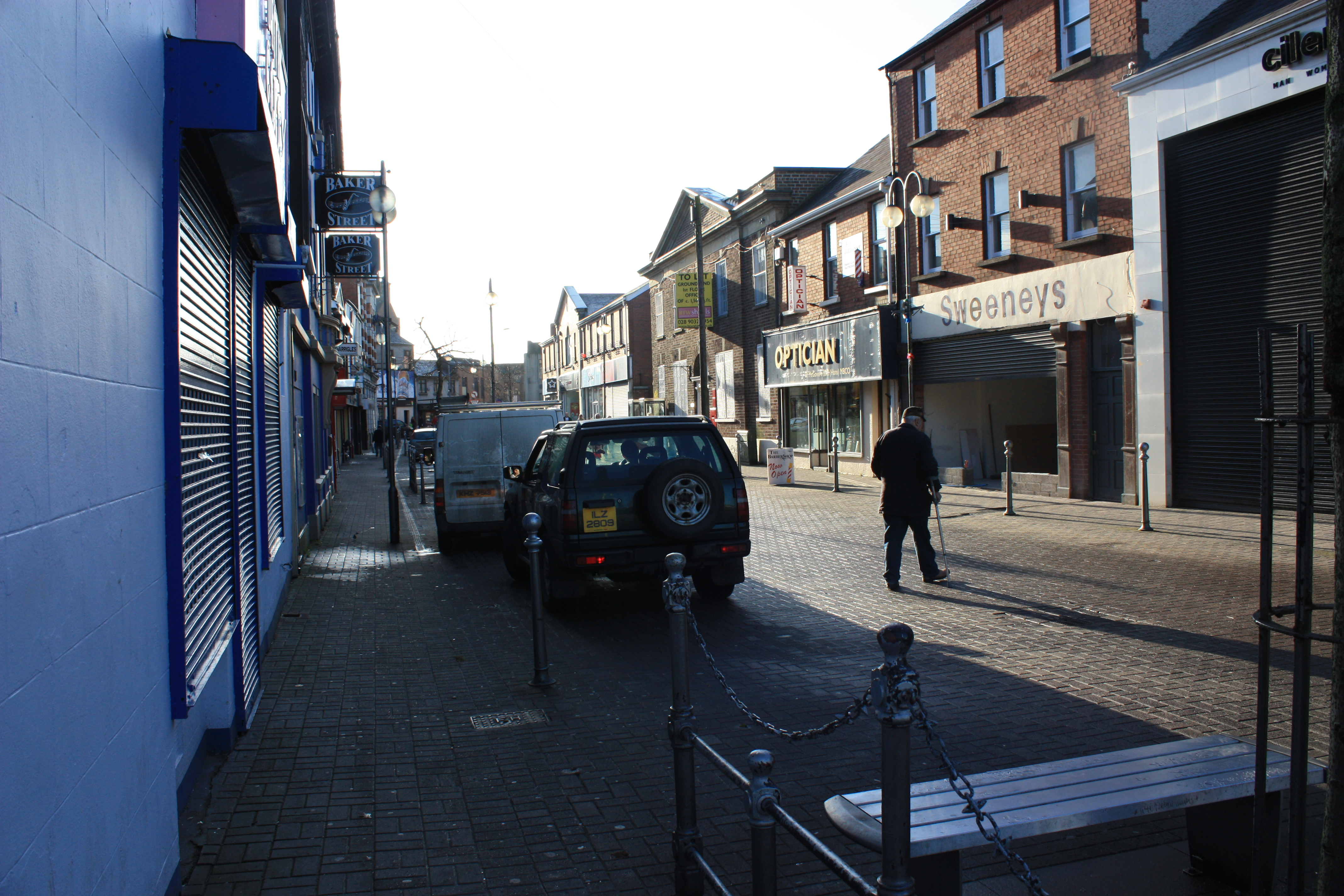
Castle Street, Strabane.

Strabane dispone inoltre di un gran numero di percorsi per corridori. La gara locale di 10 chilometri si tiene in luglio, ed è ben frequentata, sia dagli atleti locali, che da quelli provenienti da altre località.

### Lingua irlandese
Strabane ha un gruppo irlandese di medie dimensioni, il "Naíscoil an tSratha Báin", fondato nel 1994, e una Gaelscoil (scuola primaria). Altri gruppi di lingua irlandese includono, il "Craobh Mhic an Chrosáin", un ramo di "Conradh na Gaeilge" e "Gaelphobal", un gruppo ombrello delle organizzazioni di lingua irlandese, attive anche in Strabane District.

### Musica e arti
Il CRAIC (Cultural Revival Among Interested Communities) è un gruppo inter-culturale e inter-comunitario che impartisce lezioni gratuite di musica sia agli adulti che ai bambini nella locale Gaelscoil. La Barret School of Irish Dancing ha insegnato ai migliori ballerini irlandesi e il gruppo teatrale locale, The Puddle Alley Players, ha vinto molti premi nelle competizioni drammatiche amatoriali.
Nel 2007, aprì al pubblico l'Alley Arts and Conference Centre, offrendo 270 posti a teatro, una galleria d'arte, un centro di informazione per i turisti e un bar. Il Centro vinse numerosi premi sin dalla sua apertura, tra cui il premio per il miglior edificio irlandese dell'anno 2008, l'Allianz Arts and Business Award nel 2009 e il The Green Apple Award nel 2008. Il teatro ha anche ospitato nel 2008, la finale dell'All Ireland Confined Drama ed è attualmente la casa di molti eventi: il North West Music Festival, lo Stage Write Schools Drama Festival, il Sounds Like Summer Music Festival, lo Strabane Drama Festival e il Johnny Crampsie Music Festival.
Strabane vanta due brass band: la Strabane Concert Brass, cinque volte campione nazionale, e il St. Joseph's Brass Band, attualmente campione del NIBA Grade 2. Nel passato della città erano presenti anche due accordion band: la Mourne Accordion Band e la Tom P Mullan Accordion Band. Furono sostituite dalla Oliver Plunket Band che si sciolse nel 2005. La città è attualmente rappresentata dalla Tom P. Mullan Memorial Accordion Band, formata nel 2006.

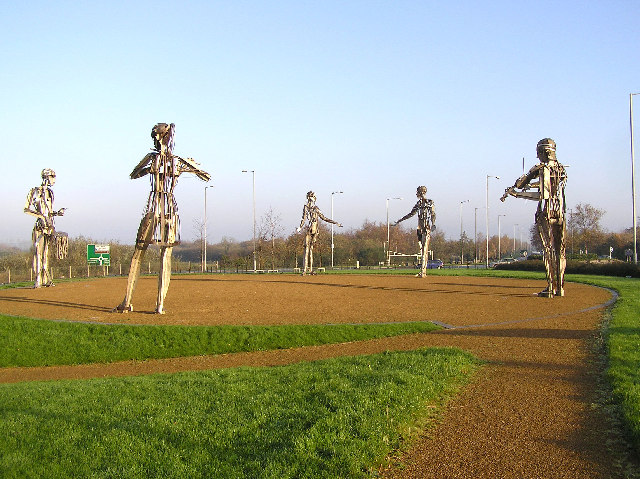
Let the Dance Begin

Strabane ha anche una banda di flauti, The Strabane Memorial Flute Band, che si esibisce nelle parate repubblicane e in eventi simili in Irlanda, in Scozia e negli Stati Uniti.
Strabane ospita una parata molto importante per il giorno di San Patrizio. Generalmente la parata vede la partecipazione di circa 40 differenti gruppi e di 5.000 persone.
Una delle opera più famose della città è una struttura di 6 metri di altezza situata ai lati del fiume: due danzatori, un violinista nel lato di Lifford, un flautista sul lato di Strabane e un batterista nel mezzo. Progettato da Maurice Harron, furono messi vicino all'ex base militare del confine tra Tyrone e Donegal. La scultura ha il titolo ufficiale di Let The Dance Begin, "Che la danza inizi", ma è nota popolarmente come The Tinneys.
La città è citata nella canzone popolare irlandese The Hiring Fair, nella quale il cantante è convinto a diventare l'apprendista di un personaggio malvagio chiamato "Brady di Strabane".

## Educazione

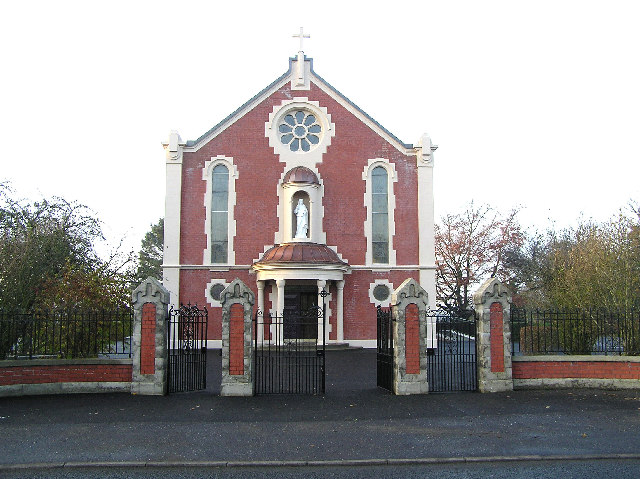
Chiesa Sacred Heart.

L'educazione di Strabane è un insieme di scuole d'infanzia, primarie e secondarie. La posizione centrale della città permette ai genitori di scegliere tra le scuole di Derry, Omagh o Donegal. Nel 2005, la Strabane Grammar School ottenne ottimi risultati nei test scolastici nazionali. Nel 2009 venne aperta una scuola d'arte, che sarà unita alla Strabane High School.
L'educazione dopo i sedici anni, passa al North West Institute of Further and Higher Education. Questa istituzione offre una vasta gamma di corsi di formazione professionale per gli adulti e offre corsi di accesso all'Università dell'Ulster a Magee.
L'Holy Cross College venne aperto nel 2008. Ospita 1 500 studenti e 90 insegnanti. L'edificio non venne inaugurato nel settembre 2006 a causa della mancanza di fondi.

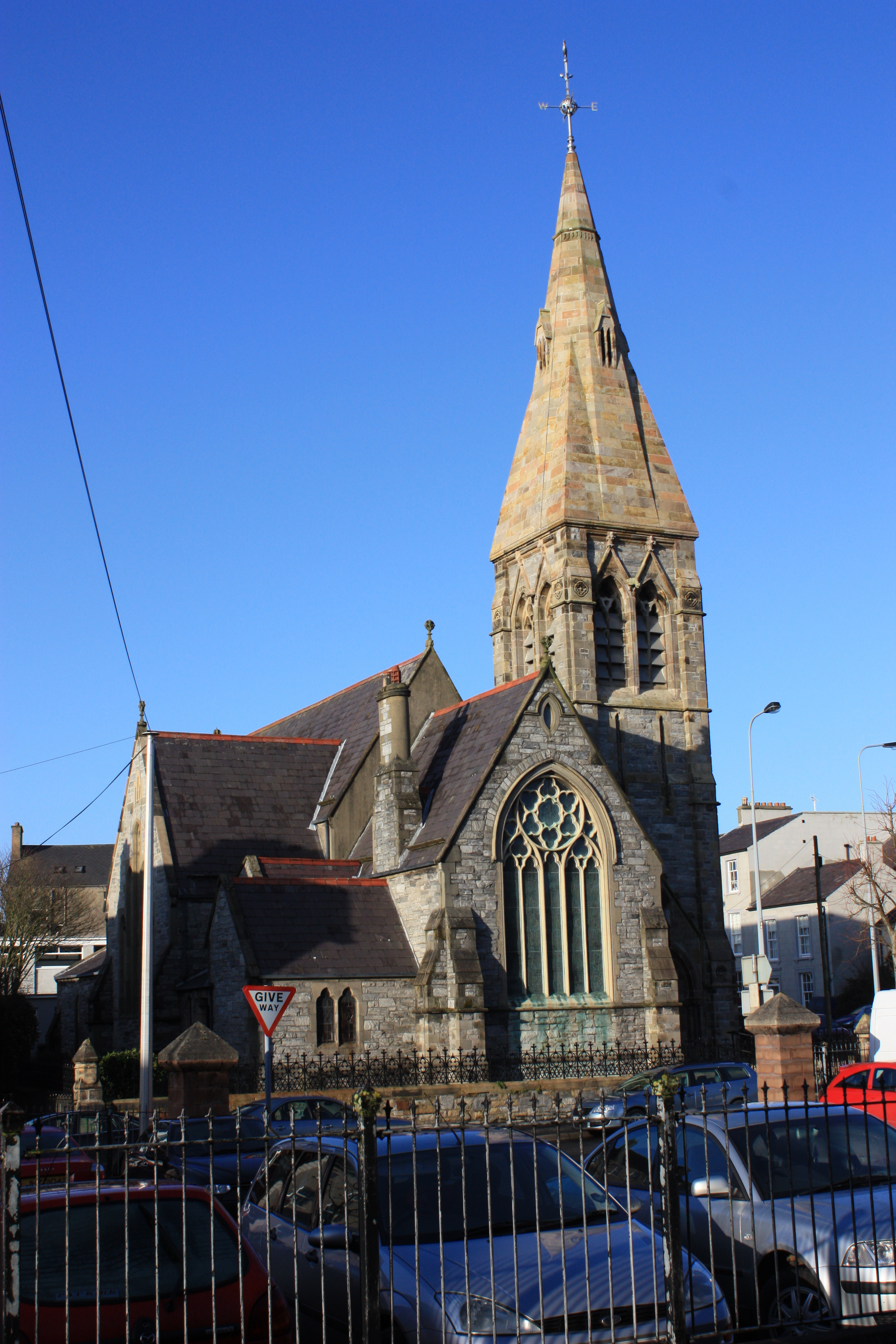
Christ Church, Chiesa d'Irlanda.

## Posti di interesse
L'intera area intorno a Strabane è sede di foreste e valli pittoresche. La pesca con l'amo e a mosca nel Mourne sono un'attrazione turistica, particolarmente tra Victoria Bridge e Strabane. Il campione di golf Tiger Woods, durante una sua visita nella città, si mise a pescare in questo tratto del fiume. La città ospita uno dei maggiori corsi di golf dell'Irlanda.
La National Trust possiede a Strabane la casa nella quale John Dunlap imparò a dipingere. Dunlap fu il tipografo che stampò la prima copia della Dichiarazione di indipendenza degli Stati Uniti d'America. La casa fu visitata da personaggi famosi, tra cui l'ex Presidente degli Stati Uniti Bill Clinton. Si trova alla fine di Main Street.
La vecchia casa di Woodrow Wilson, il 28º Presidente degli Stati Uniti, si trova nei pressi di Strabane. L'8 maggio 2008 fu seriamente danneggiata dal fuoco.